# Il mondo alla rovescia
Il mondo alla rovescia (en español, El mundo al revés) es un drama jocoso en dos actos con música de Antonio Salieri y libreto de Caterino Mazzolà, el cual se basa a su vez en un drama jocoso, Il mondo alla roversa, producido por Carlo Goldoni en el año 1750 y musicado el mismo año por Baldassare Galuppi. Se estrenó el 13 de enero de 1795 en el Burgtheater de Viena. 
La primera representación en tiempos modernos  fue el 14 de noviembre de 2009 en el Teatro Salieri  de Legnago.
La obertura de esta ópera se basa en gran parte en la del divertimento teatral Don Chisciotte alle nozze di Gamace (1770/71) del mismo compositor. También se empleó como preludio alternativo de su posterior ópera cómica cómica L'Angiolina (1800).